# أندرسون بلاتا
أندرسون بلاتا (بالإسبانية: Anderson Plata) هو لاعب كرة قدم كولومبي في مركز الهجوم، ولد في 8 نوفمبر 1990 في Villanueva, La Guajira ‏ في كولومبيا. لعب مع ديبورتيس توليما والعدالة السعودي و نادي الجبلين.

## وصلات خارجية
أندرسون بلاتا على موقع دوري كوريا الجنوبية (الإنجليزية)
- أندرسون بلاتا على موقع قاعدة بيانات كرة القدم.إي يو (الإنجليزية)
- أندرسون بلاتا على موقع Soccerway.com (الإنجليزية)
- أندرسون بلاتا على موقع AS.com (الإسبانية)